# Білі отці
Білі отці (або Місіонери Африки) — місіонерське римо-католицьке товариство апостольського життя, засноване в 1868 році першим архієпископом Алжиру, пізніше кардиналом Лавіжері, як Місіонери Богоматері Африки і Алжиру, а також відоме як Товариство місіонерів Африки.

## Походження
Голод 1867 року залишив велику кількість арабських сиріт, і християнське навчання і виховання цих дітей було нагодою для заснування товариства, але з самого початку засновник мав на увазі навернення арабів і народів Центральної Африки. Місіонерські пости були створені в Кабулії та Сахарі. У 1876 і в 1881 роках два каравани з Південного Алжиру і Р'даму, які прямували з наміром відкрити місії в Судані, були вбиті їхніми ж гідами. У 1878 році десять місіонерів покинули Алжир, щоби заснувати пости на берегах озер Вікторія, Танганьїка і Ньянза. Тепер вони утворюють справжню архієпископію Кампали, Гітеги, Табори, і єпархії Кігома, Лілонгве, і Калеміе-Кірунгу. В 1894 році місія до Французького Судану (зараз Малі) була заснований — в наш час[коли?] це Архієпископія Бамако.

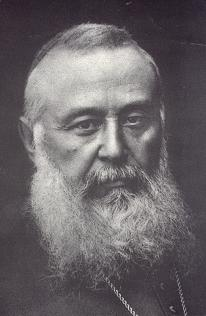
Кардинал Лавіжері, Засновник Білих отців

У 1880 році на прохання Святішого Престолу, Білі отці створили в Єрусалимі греко-мелькітську семінарію для освіти духовенства мелькітської католицької церкви. Їх соціум складається з місіонерів-священників і братів-коад'юторів. Члени зобов'язані дотримуватися присяги залучення їх до праці для перетворення Африки відповідно до Конституції їхнього суспільства. Місія не є, щиро кажучи, релігійним орденом, і може зберегти своє майно, яке можна витрачати в суспільстві тільки за вказівкою зверху. Одним з головних пунктів правила по відношенню до суспільного життя в місії — кожен будинок повинен містити не менше трьох членів. На чолі суспільстває суперіор, що обирається кожні шість місяців. Він проживає в Мейсон-Каррі поблизу Алжиру.
Охочі стати священником допускаються до рангу послушника після їх філософських навчань, і одного року загального богослов'я. Наступні три роки вони проводять у схоластикаті Карфагену в Тунісі. Суспільство визнає людей всіх національностей. Місця набору членів знаходяться в Квебеку, Бельгії, Люксембургу, Голландії, Німеччині, і Франції, в яких проживають ті, хто ще не готові для послушництва.

## Одяг і регламент
Ряса місіонерів нагадує білий одяг алжирських арабів і складається з ряси (гандури) і мантії (бурнуса). Чотки і хрест носять на шиї, імітуючи месбаху марабутів.
Община безпосередньо залежить від Конгрегації євангелізації народів. Білим отцям вдалося створити невеликі місії серед кабільських берберів, і в наш час[коли?] християнами серед них є 962 особи, але регіонах, що межують з Великими озерами і Судані показують найкращі результати. Кількість неофітів у всіх парафіях (станом на червень 1909 р.) становить 135 000 чоловік, а число неофітів сягає 151 480. Охочі прийняти хрещення проходять попередню перевірку терміном тривалістю чотири роки. Для релігійного навчання місіонери додають уроки з читання та письма, а також навчають, в спеціальних класах, мови європейської нації, яка управляла тою країною — переважно це французька. Брати також навчають молодих людей професій і сільського господарства. Число дітей у школах (червень 1909) сягало 22 281.
У січні 2006 року товариство налічувало 9 єпископів, 1498 священників, 156 братів, 16 священнослужителів з вічними обітами, і 5 асоційованих священників. Також було 354 студенти, які готуються ввійти до товариства.

## Місіонери у Африці
Місіонери Африки були засновані понад 130 років тому для євангелізації Африки. Вони сьогодні залишаються вірними своєму заклику ділитися життям і місією Ісуса, і свідчити про Євангеліє в Африці серед африканців, де б вони не були. В окрузі Колумбія, США, Товариство місіонерів Африки є некомерційною корпорацією. У дусі солідарності та спільної відповідальності з африканськими церквами, місіонери з Африки:
- допомагають полегшити злидні та поневіряння, які все ще широко поширена в Африці шляхом фінансування проектів, які сприяють впевненості у собі.
- підвищують обізнаність про тяжке становище африканських народів у галузі освіти місії різними публікаціями.
- надають сучасному світові інформацію, що стосується справедливості і миру у країнах Африки.
- працюють з африканцями з розрахунку на структурні зміни, які допоможуть побудувати віру в Бога і тим самим допомагаючи їм стати агентами власного звільнення.
- допомагають загоїти душевні рани і примиритися зі світом.
- є мостом, щоб допомогти у просуванні міжрелігійного та міжкультурного діалогу.

### Установлення Церкви
Було відзначено багатьма авторами (наприклад, Філіпом Дженкінсом у «Майбутнє християнства»), що зростання Церкви в Африці настільки динамічне, що воно може представляти майбутнє католицизму. На відміну від Сполучених Штатів та Західної Європи, покликання до священничого і релігійного життя збільшуються, причому середній вік священників і ченців знижується щороку, тоді як кількість релігійних громад, парафій і єпархій зростає щороку.

### Євангелізація
Місіонери Африки звертаються до африканських духовенства про турботу щодо тих церков, де Євангеліє було почуто, і присвяту себе для тих, хто не чув Євангеліє.

### Розвиток мирян
Незважаючи на збільшення африканських професій, дуже великий відсоток африканських християни не можуть здійснювати Євхаристію кожної неділі чи свята. У цих районах Церква підтримується неформальними лідерами, які збирають людей, щоб помолитися. Вони ефективно управляють Церквою в своїх селах. Освіта та підтримка цих лідерів є пріоритетом для місіонерів Африки і всієї Церкви в Африці. Також пріоритетом є поглиблення віри серед освіченого і елітного класів в Африці.